# Ben Feringa
Bernard Lucas (Ben) Feringa ([ˈbɛrnɑrt ˈlykɑs ˈbɛn ˈfeːrɪŋɣaː]?; født 18. maj 1951, Barger-Compascuum) er en nederlandsk kemiker.
Han blev tildelt nobelprisen i kemi i 2016 sammen med Fraser Stoddart og Jean-Pierre Sauvage for udformningen og syntesen af molekylære maskiner. Samme år fik han også Tetrahedron Prize.